# Megachile aduaensis
Megachile aduaensis là một loài Hymenoptera trong họ Megachilidae. Loài này được Friese mô tả khoa học năm 1909.